# Турция на зимних Олимпийских играх 1992
Турция принимала участие в Зимних Олимпийских играх 1992 года в Альбертвиле (Франция) в десятый раз за свою историю, но не завоевала ни одной медали.

## Состав сборной
Турцию представляли 8 спортсменов (все — мужчины), которые соревновались в лыжных видах спорта. Самым младшим участником сборной был 18-летний лыжник Джелал Шенер, самым старшим — 30-летний лыжник Абдуллах Йылмаз

## Результаты

### Горнолыжный спорт
Соревнования по горнолыжному спорту среди мужчин проходили в Валь д’Изере (все, кроме слалома) и в Ле Менюире (слалом).
Мужчины — Супергигант
16 февраля
| Спортсмен           | Результат      | Результат |
| Спортсмен           | Время          | Место     |
| ------------------- | -------------- | --------- |
| Ахмет Демир         | не финишировал | —         |
| Джевдет Джан        | 1:37,97        | 88        |
| Якуп Кадри Биринджи | 1:30,40        | 82        |
| Танер Устюндаг      | 1:28,24        | 77        |

Мужчины
Соревнования по гигантскому слалому проходили 18 февраля, по слалому — 22 февраля
| Спортсмен           | Соревнование      | 1 спуск        | 2 спуск | Результат | Результат |
| Спортсмен           | Соревнование      | Время          | Время   | Время     | Место     |
| ------------------- | ----------------- | -------------- | ------- | --------- | --------- |
| Якуп Кадри Биринджи | Гигантский слалом | 1:24,73        | 1:23,39 | 2:48,12   | 75        |
| Джевдет Джан        | Гигантский слалом | 1:23,62        | 1:22,78 | 2:46,40   | 70        |
| Ахмет Демир         | Гигантский слалом | 1:23,00        | 1:22,26 | 2:45,26   | 67        |
| Танер Устюндаг      | Гигантский слалом | 1:20,44        | 1:18,51 | 2:38,95   | 60        |
| Ахмет Демир         | Слалом            | не финишировал | —       | —         | —         |
| Джевдет Джан        | Слалом            | 1:15,21        | 1:13,24 | 2:28,45   | 51        |
| Танер Устюндаг      | Слалом            | 1:09,13        | 1:08,65 | 2:17,78   | 45        |

### Лыжные гонки
Соревнования  лыжников проходили в Ле Сези́ в 40 километрах от Альбервиля.
Мужчины
| Дистанция                         | Спортсмен       | Результат | Результат |
| Дистанция                         | Спортсмен       | Время     | Место     |
| --------------------------------- | --------------- | --------- | --------- |
| 10 км классическим стилем         | Джелал Шенер    | 38:25,4   | 103       |
| 10 км классическим стилем         | Абдуллах Йылмаз | 38:22,1   | 102       |
| 10 км классическим стилем         | Фикрет Орен     | 37:03,7   | 96        |
| 10 км классическим стилем         | Митхат Йылдырым | 36:36,8   | 93        |
| 15 км гонка по системе Гундерсена | Джелал Шенер    | 57:47,5   | 90        |
| 15 км гонка по системе Гундерсена | Фикрет Орен     | 54:40,1   | 83        |